# Wilma Pradetto
Wilma Pradetto (* 21. Dezember 1951 in Graz) ist eine österreichische Dokumentarfilmerin.

## Leben
Pradetto studierte von 1981 bis 1986 an der Deutschen Film- und Fernsehakademie (dffb) in Berlin. Danach arbeitete sie als Hospitantin und als Regieassistentin in Spielfilmen unter anderem von Michael Ballhaus, Martin Scorsese und István Szabó mit. Seit 1992 dreht sie als Regisseurin und Autorin Dokumentarfilme, Dokumentationen und Reportagen, die primär im Fernsehen ausgestrahlt werden. Der Dokumentarfilm Beruf Lehrer, für den sie Regie führte und zusammen mit Thomas Schadt das Drehbuch schrieb, wurde 2007 für den Grimme-Preis nominiert.
Pradetto ist Geschäftsführerin von Wurzingerfilm und mit dem Politikwissenchaftler August Pradetto verheiratet.

## Filmografie (Auswahl)
- 1982: Handle with Care (Regie)[4]

- 1985: Esplanade (Regie)
- 1988: Oder wie ich es sehen werde (Regie)
- 2006: Beruf Lehrer (Drehbuch, Interviews, Regie)
- 2006: Starke Herzen (Drehbuch und Regie)
- 2008: Aus Erfahrung Gut! Die Senior-Experten (Drehbuch und Regie)
- 2009/2010: Unterwegs im Süden Afrikas – In search of Southern Africa (Drehbuch und Regie)
- 2009: Flughafen Tempelhof – Wir fliegen auf Berlin (Drehbuch und Regie)
- 2011/2012: The Sound of Music – Ein Musical kehrt heim (Drehbuch und Regie)
- 2011: Höllentrips – Doppelleben mit Heroin (Drehbuch und Regie)
- 2012/2013: Landträume Steiermark, Landträume Kärnten (Drehbuch und Regie)
- 2012: SehnSucht (Drehbuch und Regie)

- seit 2002: neun Folgen der Fernsehserie Zu Tisch arte/ZDF, Drehbuch und Regie, Produktion: fernsehbuero Berlin